# 82cook
82cook은 대한민국의 인터넷 커뮤니티이다. 82cook은 스포츠서울 기자와 퀸 편집장 출신인 김혜경이 2002년에 설립하였고 요리를 비롯한 가사와 관련한 정보를 주로 공유하는 공간이다. 82cook 회원들은 2008년 촛불 시위에 참여하면서 정치적인 행보도 보여주었다.